# مسیر بازگشت آزاد

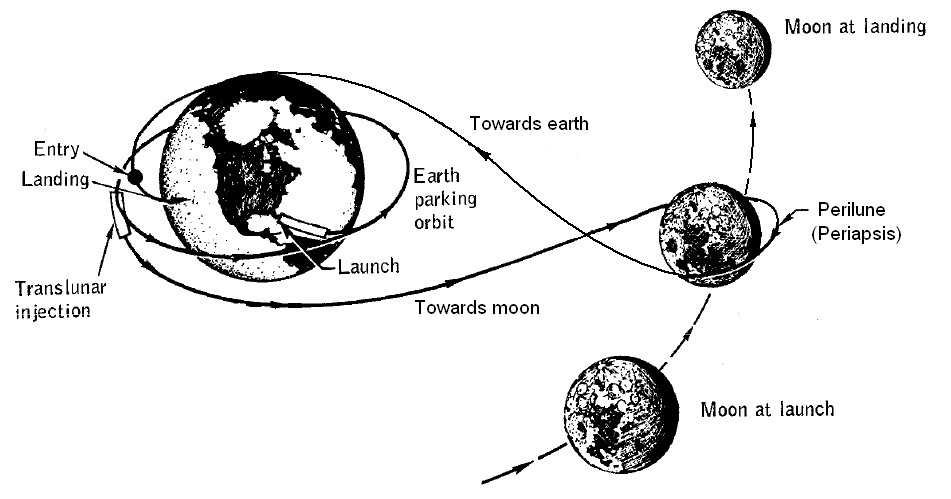
طرحی از یک مسیر بازگشت آزاد دور ماه (نه در مقیاس واقعی) که بر روی قاب مرجع چرخشی، در حال چرخش با ماه ترسیم شده است. (حرکت ماه فقط برای وضوح نشان داده شده است)

در مکانیک مداری، مسیر بازگشت آزاد، مسیری از یک فضاپیما است که از جسم اولیه (برای مثال زمین) دور می‌شود و گرانش ناشی از یک جسم ثانویه (مثلا ماه) باعث می‌شود فضاپیما بدون نیروی محرکه به جسم اولیه بازگردد (از این رو اصطلاح آزاد به کار گرفته شده است).
بسیاری از مسیرهای بازگشت آزاد برای رویارویی با جو طراحی شده‌اند. با این حال، نسخه‌های دوره‌ای از این مسیر وجود دارد که از ماه و زمین در حضیض‌های ثابت عبور می‌کنند و برای سایکلرها پیشنهاد شده است.